# Гана Мандлікова
Гана Мандлікова (чеськ. Hana Mandlíková) — чехословацька та австралійська тенісистка.
За свою кар'єру Мандлікова виграла 4 турніри Великого шолома в одиничному розряді, один у парному розряді разом із Мартіною Навратіловою, а також один раз здобула звання чемпіонки WTA на завершальному турнірі року.
У 1986 році одружилася з підприємцем з Австралії Яном Седлаком. Незабаром розлучилася, що викликало підозри в тому, що шлюб був засобом для отримання громадянства.
1 січня 1988 року Мандлікова отримала австралійське громадянство. Після церемонії оголосила, що більше не виступатиме під прапором Чехословаччини, попри те, що вже була включена до складу олімпійської делегації ЧССР на майбутні Олімпійські ігри в Сеулі. Пізніше вирішила виростити дітей в сім'ї з жінкою.
Через два роки завершила кар'єру, після чого тренувала Яну Новотну, очолювала чеську збірну на Кубку федерації. 
1994 року внесена до Зали тенісної слави.

## Фінали турнірів WTA

### Одиночний розряд: 52 (27–25)
| Перемога — Легенда                  |
| ----------------------------------- |
| Турніри Великого шолома (4–4)       |
| Турніри WTA Tour (0–1)              |
| Virginia Slims, Avon, other (23–20) |

| Титули за покриттям |
| ------------------- |
| Тверде (3–5)        |
| Трава (7–4)         |
| Ґрунт (4–7)         |
| Килим (13–9)        |

| Результат | Ранг | Дата              | Турнір             | Покриття   | Опонент             | Рахунок                 |
| --------- | ---- | ----------------- | ------------------ | ---------- | ------------------- | ----------------------- |
| Перемога  | 1.   | 20 лютого 1978    | Milan              | Ґрунт      | Іванна Мадруга      | 7–5, 7–5                |
| Перемога  | 2.   | 9 жовтня 1978     | Barcelona          | Ґрунт      | Сабіна Сіммондс     | 6–1, 5–7, 6–3           |
| Перемога  | 3.   | 5 лютого 1979     | Montreal           | Килим (i)  | Леслі Аллен         | 7–6, 6–2                |
| Перемога  | 4.   | 18 липня 1979     | Кіцбюель           | Ґрунт      | Сільвія Ганіка      | 2–6, 7–5, 6–3           |
| Перемога  | 5.   | 26 листопада 1979 | Melbourne          | Трава      | Венді Тернбулл      | 6–3, 6–2                |
| Перемога  | 6.   | 10 грудня 1979    | Аделаїда           | Трава      | Вірджинія Рузіч     | 7–5, 2–2 ret.           |
| Перемога  | 7.   | 17 грудня 1979    | Сідней             | Трава      | Беттіна Бюнге       | 6–3, 3–6, 6–3           |
| Поразка   | 1.   | 15 квітня 1980    | Амелія-Айланд      | Ґрунт      | Мартіна Навратілова | 7–5, 3–6, 2–6           |
| Поразка   | 2.   | 21 липня 1980     | Kitzbühel          | Ґрунт      | Вірджинія Рузіч     | 6–3, 1–6 ret.           |
| Перемога  | 8.   | 18 серпня 1980    | Mahwah             | Тверде     | Андреа Єйгер        | 6–7(0–7), 6–2, 6–2      |
| Поразка   | 3.   | 26 серпня 1980    | 1980               | Тверде     | Кріс Еверт          | 7–5, 1–6, 1–6           |
| Поразка   | 4.   | 15 вересня 1980   | Las Vegas          | Тверде (i) | Андреа Єйгер        | 5–7, 6–4, 3–6           |
| Перемога  | 9.   | 22 вересня 1980   | Atlanta            | Килим (i)  | Венді Тернбулл      | 6–3, 7–5                |
| Перемога  | 10.  | 27 жовтня 1980    | Стокгольм          | Килим (i)  | Беттіна Бюнге       | 6–2, 6–2                |
| Перемога  | 11.  | 10 листопада 1980 | Amsterdam          | Килим (i)  | Вірджинія Рузіч     | 5–7, 6–2, 7–5           |
| Перемога  | 12.  | 24 листопада 1980 | 1980               | Трава      | Венді Тернбулл      | 6–0, 7–5                |
| Перемога  | 13.  | 8 грудня 1980     | Adelaide           | Трава      | Сью Баркер          | 6–2, 6–4                |
| Поразка   | 5.   | 26 січня 1981     | Чикаго             | Килим (i)  | Мартіна Навратілова | 4–6, 2–6                |
| Поразка   | 6.   | 2 лютого 1981     | Detroit            | Килим (i)  | Лесті Аллен         | 4–6, 4–6                |
| Перемога  | 14.  | 16 лютого 1981    | Houston            | Килим (i)  | Беттіна Бюнге       | 6–4, 6–4                |
| Поразка   | 7.   | 4 квітня 1981     | Carlsbad           | Тверде     | Кріс Еверт-Lloyd    | 4–6, 3–6                |
| Перемога  | 15.  | 25 травня 1981    | 1981               | Ґрунт      | Сільвія Ганіка      | 6–2, 6–4                |
| Поразка   | 8.   | 22 червня 1981    | 1981               | Трава      | Кріс Еверт-Lloyd    | 2–6, 2–6                |
| Поразка   | 9.   | 20 липня 1981     | Монте-Карло        | Ґрунт      | Сільвія Ганіка      | 6–2, 3–6, 6–5 ab.       |
| Перемога  | 16.  | 24 серпня 1981    | Mahwah             | Тверде     | Пем Кеселі          | 6–2, 6–2                |
| Поразка   | 10.  | 3 травня 1982     | Мастерс Рим        | Ґрунт      | Кріс Еверт-Lloyd    | 0–6, 2–6                |
| Поразка   | 11.  | 14 червня 1982    | Істборн            | Трава      | Мартіна Навратілова | 4–6, 3–6                |
| Поразка   | 12.  | 31 серпня 1982    | 1982               | Тверде     | Кріс Еверт-Lloyd    | 3–6, 1–6                |
| Поразка   | 13.  | 22 січня 1983     | Marco Island       | Ґрунт      | Андреа Єйгер        | 1–6, 3–6                |
| Поразка   | 14.  | 22 серпня 1983    | Mahwah             | Тверде     | Джо Дьюрі           | 6–2, 5–7, 4–6           |
| Перемога  | 17.  | 2 січня 1984      | Washington         | Килим (i)  | Зіна Гаррісон       | 6–1, 6–1                |
| Перемога  | 18.  | 9 січня 1984      | Окленд             | Килим (i)  | Мартіна Навратілова | 7–6(8–6), 3–6, 6–4      |
| Перемога  | 19.  | 30 січня 1984     | Houston            | Килим (i)  | Мануела Малеєва     | 6–4, 6–2                |
| Перемога  | 20.  | 19 березня 1984   | Dallas             | Килим (i)  | Кеті Джордан        | 7–6(7–3), 3–6, 6–1      |
| Перемога  | 21.  | 26 березня 1984   | Boston             | Килим (i)  | Гелена Сукова       | 7–5, 6–0                |
| Поразка   | 15.  | 12 листопада 1984 | Tokyo              | Килим (i)  | Мануела Малеєва     | 1–6, 6–1, 4–6           |
| Перемога  | 22.  | 18 лютого 1985    | Oakland            | Килим (i)  | Кріс Еверт-Lloyd    | 6–2, 6–4                |
| Перемога  | 23.  | 4 березня 1985    | Princeton          | Килим (i)  | Катаріна Ліндквіст  | 6–3, 7–5                |
| Поразка   | 16.  | 1 квітня 1985     | Palm Beach Gardens | Ґрунт      | Кріс Еверт-Lloyd    | 3–6, 3–6                |
| Перемога  | 24.  | 27 серпня 1985    | 1985               | Тверде     | Мартіна Навратілова | 7–6(7–3), 1–6, 7–6(7–2) |
| Поразка   | 17.  | 28 жовтня 1985    | Цюрих              | Килим (i)  | Зіна Гаррісон       | 1–6, 3–6                |
| Поразка   | 18.  | 18 листопада 1985 | Sydney             | Трава      | Мартіна Навратілова | 6–3, 1–6, 2–6           |
| Поразка   | 19.  | 17 березня 1986   | Фінал WTA          | Килим (i)  | Мартіна Навратілова | 2–6, 0–6, 6–3, 1–6      |
| Поразка   | 20.  | 23 червня 1986    | 1986               | Трава      | Мартіна Навратілова | 6–7(1–7), 3–6           |
| Поразка   | 21.  | 13 жовтня 1986    | Фільдерштадт       | Килим (i)  | Мартіна Навратілова | 2–6, 3–6                |
| Поразка   | 22.  | 3 листопада 1986  | Worcester          | Килим (i)  | Мартіна Навратілова | 2–6, 2–6                |
| Поразка   | 23.  | 10 листопада 1986 | Chicago            | Килим (i)  | Мартіна Навратілова | 5–7, 5–7                |
| Перемога  | 25.  | 29 грудня 1986    | Brisbane           | Трава      | Пем Шрайвер         | 6–2, 2–6, 6–4           |
| Перемога  | 26.  | 12 січня 1987     | 1987               | Трава      | Мартіна Навратілова | 7–5, 7–6(7–1)           |
| Перемога  | 27.  | 23 березня 1987   | Washington         | Килим (i)  | Барбара Поттер      | 6–4, 6–2                |
| Поразка   | 24.  | 13 квітня 1987    | Amelia Island      | Ґрунт      | Штеффі Граф         | 3–6, 4–6                |
| Поразка   | 25.  | 25 жовтня 1987    | Zürich             | Килим (i)  | Штеффі Граф         | 2–6, 2–6                |

### Парний розряд: 38 (19–19)
| Перемога — Легенда                  |
| ----------------------------------- |
| Турніри Великого шолома (1–3)       |
| Турніри WTA Tour (1–0)              |
| Tier I (0–1)                        |
| Tier II (1–0)                       |
| Tier III (1–2)                      |
| Tier IV (0–1)                       |
| Tier V (0–0)                        |
| Virginia Slims, Avon, other (15–12) |

| Титули за покриттям |
| ------------------- |
| Тверде (1–5)        |
| Трава (3–2)         |
| Ґрунт (6–5)         |
| Килим (9–7)         |

| Результат | Ранг | Дата              | Турнір                                    | Покриття  | Партнер             | Опоненти                             | Рахунок            |
| --------- | ---- | ----------------- | ----------------------------------------- | --------- | ------------------- | ------------------------------------ | ------------------ |
| Перемога  | 1.   | 10 грудня 1979    | Аделаїда                                  | Трава     | Вірджинія Рузіч     | Сью Баркер Пем Шрайвер               | 2–6, 6–4, 6–4      |
| Перемога  | 2.   | 5 травня 1980     | Мастерс Рим                               | Ґрунт     | Рената Томанова     | Іванна Мадруга Адріана Віллагран     | 6–4, 6–4           |
| Поразка   | 1.   | 21 липня 1980     | Кіцбюель                                  | Ґрунт     | Рената Томанова     | Клаудія Коде-Кільш Ева Пфафф         | w/o                |
| Поразка   | 2.   | 27 жовтня 1980    | Стокгольм                                 | Килим (i) | Бетті Стеве         | Міма Яушовець Вірджинія Рузіч        | 2–6, 1–6           |
| Перемога  | 3.   | 3 листопада 1980  | Фільдерштадт                              | Килим (i) | Бетті Стеве         | Кеті Джордан Енн Сміт                | 6–4, 7–5           |
| Перемога  | 4.   | 10 листопада 1980 | Amsterdam                                 | Килим (i) | Бетті Стеве         | Міма Яушовець Джоанн Расселл         | 7–6, 7–6           |
| Поразка   | 3.   | 2 лютого 1981     | Detroit                                   | Килим (i) | Бетті Стеве         | Розмарі Касалс Венді Тернбулл        | 4–6, 2–6           |
| Поразка   | 4.   | 11 квітня 1983    | Амелія-Айланд                             | Ґрунт     | Вірджинія Рузіч     | Розалін Феербенк Кенді Рейнолдс      | 4–6, 2–6           |
| Поразка   | 5.   | 21 листопада 1983 | Сідней                                    | Трава     | Гелена Сукова       | Енн Гоббс Венді Тернбулл             | 4–6, 3–6           |
| Перемога  | 5.   | 23 січня 1984     | Marco Island                              | Ґрунт     | Гелена Сукова       | Енн Гоббс Андреа Єйгер               | 3–6, 6–2, 6–2      |
| Перемога  | 6.   | 9 квітня 1984     | Гілтон-Гед-Айленд                         | Ґрунт     | Клаудія Коде-Kilsch | Енн Гоббс Шерон Волш                 | 7–5, 6–2           |
| Перемога  | 7.   | 23 квітня 1984    | Orlando                                   | Ґрунт     | Клаудія Коде-Kilsch | Енн Гоббс Венді Тернбулл             | 6–0, 1–6, 6–3      |
| Поразка   | 6.   | 28 травня 1984    | Відкритий чемпіонат Франції з тенісу 1984 | Ґрунт     | Клаудія Коде-Kilsch | Мартіна Навратілова Пем Шрайвер      | 6–3, 2–6, 2–6      |
| Поразка   | 7.   | 20 серпня 1984    | Монреаль                                  | Тверде    | Клаудія Коде-Kilsch | Кеті Джордан Елізабет Смайлі         | 1–6, 2–6           |
| Поразка   | 8.   | 29 жовтня 1984    | Цюрих                                     | Килим (i) | Клаудія Коде-Kilsch | Андреа Леанд Андреа Темешварі        | 1–6, 3–6           |
| Поразка   | 9.   | 5 лютого 1985     | Делрей-Біч                                | Тверде    | Kathy Йорданія      | Джиджі Фернандес Мартіна Навратілова | 6–7(4–7), 2–6      |
| Перемога  | 8.   | 18 лютого 1985    | Окленд                                    | Килим (i) | Венді Тернбулл      | Розалін Феербенк Кенді Рейнолдс      | 4–6, 7–5, 6–1      |
| Перемога  | 9.   | 15 квітня 1985    | Amelia Island                             | Ґрунт     | Розалін Феербенк    | Карлінг Бассетт-Сегусо Кріс Еверт    | 6–1, 2–6, 6–2      |
| Поразка   | 10.  | 29 липня 1985     | Мангеттен-Біч                             | Тверде    | Венді Тернбулл      | Клаудія Коде-Kilsh Гелена Сукова     | 4–6, 2–6           |
| Перемога  | 10.  | 14 жовтня 1985    | Filderstadt                               | Килим (i) | Пем Шрайвер         | Каріна Карлссон Тіна Шоєр-Ларсен     | 6–2, 6–1           |
| Перемога  | 11.  | 28 жовтня 1985    | Zürich                                    | Килим (i) | Андреа Темешварі    | Клаудія Коде-Kilsch Гелена Сукова    | 6–4, 3–6, 7–5      |
| Перемога  | 12.  | 18 листопада 1985 | Sydney                                    | Трава     | Венді Тернбулл      | Розалін Феербенк Кенді Рейнолдс      | 3–6, 7–6(7–5), 6–4 |
| Перемога  | 13.  | 24 лютого 1986    | Oakland                                   | Килим (i) | Венді Тернбулл      | Бонні Гадушек Гелена Сукова          | 7–6(7–5), 6–1      |
| Поразка   | 11.  | 3 березня 1986    | Princeton                                 | Килим (i) | Гелена Сукова       | Kathy Йорданія Елізабет Соєрс        | 3–6, 5–7           |
| Поразка   | 12.  | 10 березня 1986   | Dallas                                    | Килим (i) | Венді Тернбулл      | Клаудія Коде-Kilsch Гелена Сукова    | 6–4, 5–7, 4–6      |
| Перемога  | 14.  | 17 березня 1986   | Фінал WTA                                 | Килим (i) | Венді Тернбулл      | Клаудія Коде-Kilsch Гелена Сукова    | 6–4, 6–7(4–7), 6–3 |
| Поразка   | 13.  | 23 червня 1986    | 1986                                      | Трава     | Венді Тернбулл      | Мартіна Навратілова Пем Шрайвер      | 1–6, 3–6           |
| Поразка   | 14.  | 26 серпня 1986    | 1986                                      | Тверде    | Венді Тернбулл      | Мартіна Навратілова Пем Шрайвер      | 4–6, 6–3, 3–6      |
| Перемога  | 15.  | 29 грудня 1986    | Brisbane                                  | Трава     | Венді Тернбулл      | Бетсі Нагелсен Елізабет Смайлі       | 6–4, 6–3           |
| Перемога  | 16.  | 9 лютого 1987     | Сан-Франциско                             | Килим (i) | Венді Тернбулл      | Зіна Гаррісон Габріела Сабатіні      | 6–4, 7–6(7–4)      |
| Поразка   | 15.  | 13 квітня 1987    | Amelia Island                             | Ґрунт     | Венді Тернбулл      | Штеффі Граф Габріела Сабатіні        | 6–3, 3–6, 5–7      |
| Поразка   | 16.  | 15 лютого 1988    | Oakland                                   | Килим (i) | Яна Новотна         | Розмарі Касалс Мартіна Навратілова   | 4–3, 4–6           |
| Перемога  | 17.  | 6 березня 1989    | Індіан-Веллс                              | Килим (i) | Пем Шрайвер         | Розалін Феербенк Гретхен Раш         | 6–3, 6–7(4–7), 6–3 |
| Перемога  | 18.  | 3 квітня 1989     | Hilton Head Island                        | Ґрунт     | Мартіна Навратілова | Мері-Лу Деніелс Венді Вайт           | 6–4, 6–1           |
| Перемога  | 19.  | 28 серпня 1989    | 1989                                      | Тверде    | Мартіна Навратілова | Мері Джо Фернандес Пем Шрайвер       | 5–7, 6–4, 6–4      |
| Поразка   | 17.  | 23 жовтня 1989    | Brighton                                  | Килим (i) | Яна Новотна         | Катріна Адамс Лорі Макніл            | 6–4, 6–7(7–9), 4–6 |
| Поразка   | 18.  | 1 січня 1990      | Brisbane                                  | Тверде    | Пем Шрайвер         | Яна Новотна Гелена Сукова            | 3–6, 1–6           |
| Поразка   | 19.  | 14 травня 1990    | Берлін                                    | Ґрунт     | Яна Новотна         | Ніколь Брадтке Елна Рейнах           | 2–6, 1–6           |